# Vanished
Vanished (dansk forsvundet) er en roman fra 1993 af forfatteren Danielle Steel.

## Handling
Bogen omhandler den unge Marinelle, som mister sin søn ved en drukneulykke. Marinelle får et psykisk sammenbrud og prøver herefter at starte en ny tilværelse. Hun får job hos Malcolm Patterson, med hvem hun senere gifter sig. Marinelle skænker Malcolm en søn, men en dag er sønnen væk.

## Filmatisering
Bogen blev filmatiseret i 1995 og i rollerne som henholdsvis Marinelle og Malcolm, ses Lisa Rinna og George Hamilton. Instruktøren af denne filmatisering var George Kaczender.
| Bog | Spire Denne artikel om bøger og tidsskrifter er en spire som bør udbygges. Du er velkommen til at hjælpe Wikipedia ved at udvide den. |